# Ingerophrynus divergens
Ingerophrynus divergens är en groddjursart som först beskrevs av Peters 1871.  Ingerophrynus divergens ingår i släktet Ingerophrynus och familjen paddor. IUCN kategoriserar arten globalt som livskraftig. Inga underarter finns listade i Catalogue of Life.